# Tōyō kanji-hyō
Tōyō kanji-hyō (jap. 当用漢字表; „Lista chińskich znaków codziennego użytku”) – lista 1850 znaków, stworzona w wyniku reformy użycia znaków pochodzenia chińskiego (kanji) w japońskim systemie pisma, przeprowadzonej przez japońskie Ministerstwo Edukacji w 1946 roku.
Po zakończeniu II wojny światowej rząd japoński wprowadził reformy językowe skierowane m.in. na ograniczenie liczby znaków w powszechnym użyciu oraz uproszczenie ich formy. W późniejszych latach przeprowadzano kolejne uzupełnienia i zmiany. Kolejne rozszerzenia doprowadziły do przyjęcia liczby 1945 znaków w 1981 roku i zastąpienia listy Tōyō nowym wykazem o nazwie Jōyō kanji-hyō. Po ostatniej zmianie w 2010 roku lista obejmuje 2136 znaków.